# Скабаланович, Николай Афанасьевич
Никола́й Афана́сьевич Скабалано́вич (1848, Гродненская губерния — 10 ноября 1918, Гродно) — русский византинист, церковный историк, доктор богословия (1884). Ординарный профессор по кафедре новой общей гражданской истории Санкт-Петербургской духовной академии. Отец богослова Михаила Скабалановича.

## Биография
Родился в 1848 году в Гродненской губернии в семье священника Афанасия Скабалановича. Окончил Литовскую духовную семинарию.
В 1873 году окончил Санкт-Петербургскую духовную академию. После защиты 2 сентября 1873 года диссертации «Об апокрисисе Христофора Филалета» был утверждён в степени магистра богословия и 7 сентября принят доцентом на кафедру общей гражданской истории Санкт-Петербургской духовной академии.
В 1875 году вышла статья Скабалановича «Западноевропейские гильдии и западнорусские братства», а 1878 году он напечатал в журнале «Христианское чтение» ряд статей, тесно перекликающихся с текущими событиями — русско-турецкой войной 1877—1878 годов («Религиозный характер борьбы османских турок с греко-славянским миром до взятия Константинополя в 1453 году»; «Политика турецкого правительства по отношению к христианским подданным и их религии» и другие). Хотя работы касались событий далекого прошлого, их обличительный характер легко проецировался на современность.
В эти же годы он опубликовал оригинальную работу «Галилей перед судом Римской курии», в которой доказывал, что не противоречие между научным познанием и религиозно-догматическими концепциями были истинными причинами гонений на Галилея, а личные интересы иезуитов, почувствовавших опасность потери своего единоличного влияния на общество.
21 мая 1884 года был удостоен учёной степени доктора богословия за сочинение «Византийское государство и Церковь в XI в. от смерти Василия II Болгаробойцы до воцарения Алексия I Комнина». Многие современники отмечали, что Скабалановичем был выбран наименее разработанный в то время период истории Византии, что сделало его работу особенно ценной. Византолог А. П. Каждан указал, что «это первая византиноведческая работа со столь широким охватом исследуемых проблем; хотя отдельные стороны общественной жизни Византии в ней рассматриваются изолированно, вне какой-либо системы, эта книга, насыщенная конкретным фактическим материалом, не утратила значения и поныне».
С 17 августа 1884 года — экстраординарный, 1894 года — ординарный профессор Санкт-Петербургской духовной академии. Уделял большое внимание преподавательской деятельности, постоянно корректируя и усовершенствуя свои лекции по новой общей гражданской истории. Конспекты его лекций неоднократно издавались.
Напечатал в «Христианском чтении» и «Церковном вестнике» много статей учёного и публицистического характера. В 1885 году напечатал статью «Разделение Церквей при патриархе Михаиле Керулларии», где, полемизируя с теми кто возлагал вину за разделение Церквей на Патриарха Михаила Келлуария, указывал о необходимости рассмотрения разделения Церквей «как неизбежного последствия целой совокупности обстоятельств, слагавшихся веками»; поэтому он проанализировал и первые разногласия догматического характера, и церковно-обрядовые и дисциплинарные, возникшие на Соборе 691—692 годов, и споры при патриархе Фотии в IX веке.
Являлся постоянным сотрудником редакции журнала «Церковный вестник», и заведовал целым отделом: «Хроника епархиальной жизни»; с 1886 по 1892 год состоял редактором журнала. Позднее вёл отдел, посвящённый изложению и критической оценке отзывов печати о текущих вопросах церковно-общественной жизни. Поместил на страницах журнала множество своих статей, преимущественно по вопросам церковно-общественной жизни.
7 сентября 1903 года вышел в отставку согласно прошению с пожеланием продолжать чтение лекций в академии экстраординарным (сверхштатным) профессором.
До 1916 года жил в Санкт-Петербурге, а в 1917 году переселился в Гродно, где устроился простым преподавателем в гродненской гимназии. Скончался 10 ноября 1918 года.
Был женат с 29 апреля 1877 года на дочери протоиерея Елизавете Ивановне Черепниной. Их дочь Любовь Николаевна (04.09.1882—?) 11 января 1904 года вышла замуж за Николая Яковлевича Лангвагена.

## Публикации
статьи
- «Западноевропейские гильдии и западнорусские братства» (1875)
- «Галилей перед судом римской курии» (1878, вариант)
- «Религиозный характер борьбы османских турков с греко-славянским миром» (1878)
- «Политика турецкого правительства по отношению к христианским подданным и их религии» (От завоевания Константинополя до конца XVIII ст.) (1878)
- «Религиозный характер борьбы османских турок с греко-славянским миром. (до взятия Константинополя в 1453 году)»
- «Византийская наука и школы в XI в.» (1884)
- «Научная разработка византийской истории XI века» (1884)
- «Разделение церквей при патриархе Михаиле Керулларии» (1885)
- «О нравах византийского общества в средние века» (1886)

монография
- «Византийское государство и церковь в XI в. от смерти Василия II Болгаробойцы до воцарения Алексея I Комнена». — СПб., 1884.
- Скабаланович Н. А. Византийское государство и церковь в XI веке: От смерти Василия II Болгаробойцы до воцарения Алексея I Комнина. — СПб.: Изд-во Олега Абышко, 2004. — (Библиотека христианской мысли. Исследования). — Кн. 1. — 448 с. — ISBN 5-89740-107-4; Кн. 2. — 416 с. — ISBN 5-89740-108-6.